# Eritrichium caucasicum
Eritrichium caucasicum är en strävbladig växtart som först beskrevs av Alboff, och fick sitt nu gällande namn av Aleksandr Alfonsovitj Grossgejm. Eritrichium caucasicum ingår i släktet Eritrichium och familjen strävbladiga växter. Inga underarter finns listade i Catalogue of Life.